# Бендиксон, Ивар Отто
Ивар Отто Бендиксон (швед. Ivar Otto Bendixson; 1 августа 1861 — 29 ноября 1935, Стокгольм) — шведский математик, наиболее известен благодаря теореме Пуанкаре — Бендиксона.

## Биография
Родился в семье купца. С 1879 года учился в Уппсальськом университете, получив степень магистра в 1881 году, после чего перешел в (на то время новый) Стокгольмский университет, где в 1890 году получил степень доктора.